# Зіболки
Зіболки — село в Україні, у Жовківській міській громаді Львівського району Львівської області. Перша згадка про село в історичних документах припадає на 1399 рік. З 1949 року по 1991 рік село мало назву Підлісне.

## Історія

### Часи Королівства Польського та Речі Посполитої
Село Зіболки станом на 1398 рік було власністю Петра Сніського. Король Владислав Ягайло дарував його в 1398 році якомусь Ярославові, в 1402 році перейшло у власність шляхтича Миколая, дідича Куликова. В 1543 році було проведене розмежування цього села. 1578 року було власністю белзького каштеляна Станіслава Журавніцького, 1632-го перейшло до Кшиштофа Журавніцького. 1634 року Станіслав Данилович та його дружина Зофія Жолкевська купили Зіболки та Куликів за 40000 злотих польських. Власниками села були, зокрема, представники родів Жолкевських, Даниловичів, Собеських.

### Часи Австрійських монархій
Зіболки (пол. Dzibułki, разом з Бродом пол. Brod і Забавкою пол. Zabawka) — село, що належало до Жовківського повіту, 9 км від римо-католицької парафії в Куликові. Населення в 1880 році: всього 1304 мешканці, з них 1173 греко-католики, 92 римо-католики, 49 ізраелітів. В селі була етатова школа з одним вчителем. Велика земельна власність належала монастирю оо. Домініканів у Жовкві.

### Друга світова війна
22 березня 1945 під с. Зіболки відбувся бій, відомий як Бій під Жовквою.
Відділ УПА «Галайда-1» під командуванням сотенного «Перемоги» (Василяшко Василь), чисельність якого становила 167 вояків, протягом двох годин протистояв наступові двох полків Червоної армії, підсилених підрозділами НКВД. Успішно відбивши ворожі наступи, сотня прорвалася з оточення. В. Василяшко в бою був поранений у груди, але, попри це, холоднокровно командував проривом. Після короткого лікування він вже за кілька тижнів повернувся до командування своїм відділом. Наказом УПА-Захід ч. 12 від 28.04.1945 р. «Перемога» був нагороджений Бронзовим Хрестом бойової заслуги, а наказом Головного Військового Штабу УПА ч. 2/45 від 27.04.1945 р. йому присвоєно ступінь хорунжого УПА.

### Сучасність
12 червня 2020 року, відповідно до розпорядження Кабінету Міністрів України № 718-р «Про визначення адміністративних центрів та затвердження територій територіальних громад Львівської області», село увійшло до складу Жовківської міської громади.
19 липня 2020 року, в результаті адміністративно-територіальної реформи та ліквідації Жовківського району, село увійшло до складу новоствореного Львівського району.

## Населення

### Мова
Розподіл населення за рідною мовою за даними перепису 2001 року:
| Мова            | Кількість | Відсоток |
| --------------- | --------- | -------- |
| українська      | 1196      | 99.58 %  |
| російська       | 2         | 0.18 %   |
| білоруська      | 1         | 0.08 %   |
| польська        | 1         | 0.08 %   |
| інші/не вказали | 1         | 0.08 %   |
| Усього          | 1201      | 100 %    |

## Релігія

### Греко-католицька парафія
На південь від села стояла на пагорбі дерев'яна церква, поставлена в 1796 році. Про давнішу церкву була легенда, що село Зіболки лежало раніше на схід від цього пагорбка, на якому церква стоїть. Після того як татари спалили село разом з церквою, люди більше не будували на старому місці, а перенесли село на захід, де тепер стоїть село і де раніше був ліс, так само, як і на цьому пагорбі. В лісі була капличка Святих апостолів Петра і Павла, які об'явилися в цьому місці, і в цій капличці відправлялись служби Божі, аж до часу, коли збудовано нову церкву, яка згоріла 1785 року. Доказом правдивості цієї легенди є те, що на празник в день Святих апостолів Петра і Павла люди з цілої околиці сходяться, тому що і давніше сходились до каплички святих апостолів, хоча теперішня церква названа на честь Святих Кузьми і Дем'яна. В лісі був дубовий хрест, який стояв на місці, на якому під час страшної епідемії в Жовкві в 1770 році велика кількість жовківських жителів, які втекли до лісу в Зіболках, загинули частково від голоду, частково від хвороби. Жителі були греко-католицької віри, ізраелітів було 2 сім'ї. Частина села, що називається «Волохи», населена волоськими колоністами, напевно військовими полоненими, як це можна судити з їхніх прізвищ, наприклад Запинка, Чивара, Керкер і т. д. Є тут і інші колоністи, які мають прізвище «Турчин».
Парафія УГКЦ належала до Куликівського деканату УГКЦ наприкінці ХІХ століття.

## Римо-католицька парафія
Час первинної фундації парафії невідомий, є тільки згадка в засновних актах костелу в Куликові. Згідно з нею, львівський латинський архієпископ Якуб Стрепа, посвячуючи Куликівський костел у 1398 році, записав йому зі своїх столових доходів десятину із Зіболок.

## Дитячий табір
Дитячий табір «Росинка» заснований 1976 року силами сільських господарств. Кожен колгосп Нестеровського (з 1991 року — Жовківський) району Львівської області збудував один будиночок (колибу) і табір розпочав своє існування.
В 1990-их роках табір приблизно на 10 років перебрав на себе УДЮМК Франківського району міста Львова. В цей період табір змінює свою назву на «Усмішка».
В січні 2003 року табір було повернуто в комунальну власність Жовківського району як позашкільний заклад. Дитячий табір повертає собі традиційну назву «Росинка».
У новітній період в таборі відпочиває протягом літа до тисячі школярів. Безкоштовно оздоровлюються діти-сироти і діти позбавлені батьківської опіки, діти з малозабезпечених сімей, призери районних та обласних олімпіад.
Дитячий табір має волейбольне, баскетбольне та футбольне поле, їдальню на 200 осіб, 50 будиночків на 200 осіб.

## Відомі люди
- Башнянин Григорій Іванович — доктор економічних наук, професор. Завідувач кафедри економічної теорії Львівської комерційної академії.Заслужений діяч науки і техніки України.
- Панчишин Степан Михайлович — доктор економічних наук, професор кафедри аналітичної економії та міжнародної економіки, заслужений професор Львівського національного університету імені Івана Франка, у 2003—2015 рр. декан Економічного факультету Львівського національного університету імені Івана Франка.
- Богдан Володимирович Забавський (19 серпня 1957, с. Підлісне (нині — Зіболки) Львівської області — 1 серпня 2020, Львів) — український математик, доктор фізико-математичних наук, професор кафедри алгебри і логіки Львівського університету. Заслужений професор Львівського університету (2018).
- Парфенюк Надія Володимирівна (07.02.1947 — 9.07.2024, Львів) — українська художниця декоративно-ужиткового мистецтва. Членкиня НСХУ (1992).

### Проживали
- Сапрука Андрій — селянин, посол Галицького сейму 2-го скликання.[10]